# Valle di Gorino

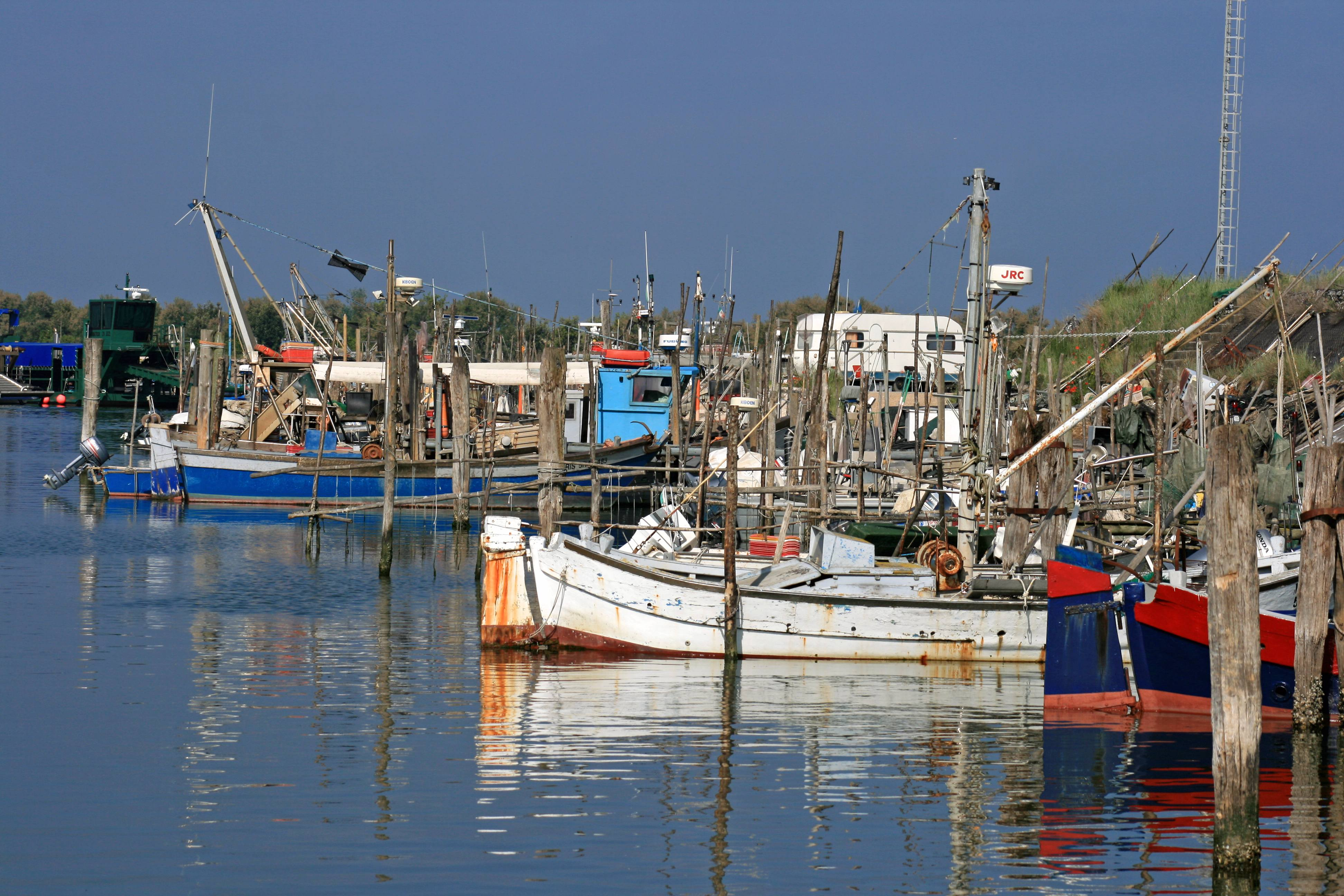
Porto di Gorino, all'interno della Valle di Gorino

La Valle di Gorino è un'area naturale protetta situata nella omonima frazione del comune di Goro, in provincia di Ferrara, al confine con la Regione Veneto.
La zona è costituita da un braccio del mar Adriatico, in parte chiuso dal cosiddetto "Scannone di Goro o Gorina" (chiamato anche "Isola dell'amore"), una striscia lunga 8 km di dune sabbiose (chiamate "scanni") a cui confluiscono parte delle acque dolci del Po di Goro.
La Valle di Goro si è andata formando a partire dal XVIII-XIX secolo dai depositi e sedimenti trasportati fino alla foce del Po di Goro. La parte più vicina alla foce, con acque più dolci, è ampiamente coperta da canneti, mentre la parte centrale della valle possiede una salinità simile a quella del mare aperto.
Nel 1981 è stata inclusa nelle lista delle zone umide italiane di importanza internazionale tutelate dalla Convenzione di Ramsar.

## Fauna
L'area ospita un grande numero di specie  faunistiche, anche rare, che qui trovano l'habitat ideale per la riproduzione, il riposo durante la migrazione e l'alimentazione. Sono stati censiti più di 20.000 esemplari di uccelli acquatici regolarmente presenti e, in particolare, importanti popolazioni di Ciconiiformes, Anatidi, Accipitriformi, Charadriidae e Sternidae.
Sono presenti numerose specie ittiche endemiche, favorite dall'ambiente della foce del Po di Goro, oltre ad allevamenti di molluschi (vongole). L'aumento dei depositi sabbiosi provenienti dal Po di Goro, tuttavia, comporta la lenta e progressiva trasformazione della valle in laguna chiusa. Per limitare i conseguenti gravi problemi di eutrofizzazione ed anossia, nel 1991 è stata realizzata un'idrovora, per aumentare il volume di acqua marina in ingresso.

## Flora
La valle di Gorino è ricca di fitti canneti di Cannuccia di palude, mentre sulle dune sabbiose è presente vegetazione psammofila. Si possono inoltre osservare Zostera marina, Gracilaria confervoides e Stuckenia pectinata.